# 라세이냐이

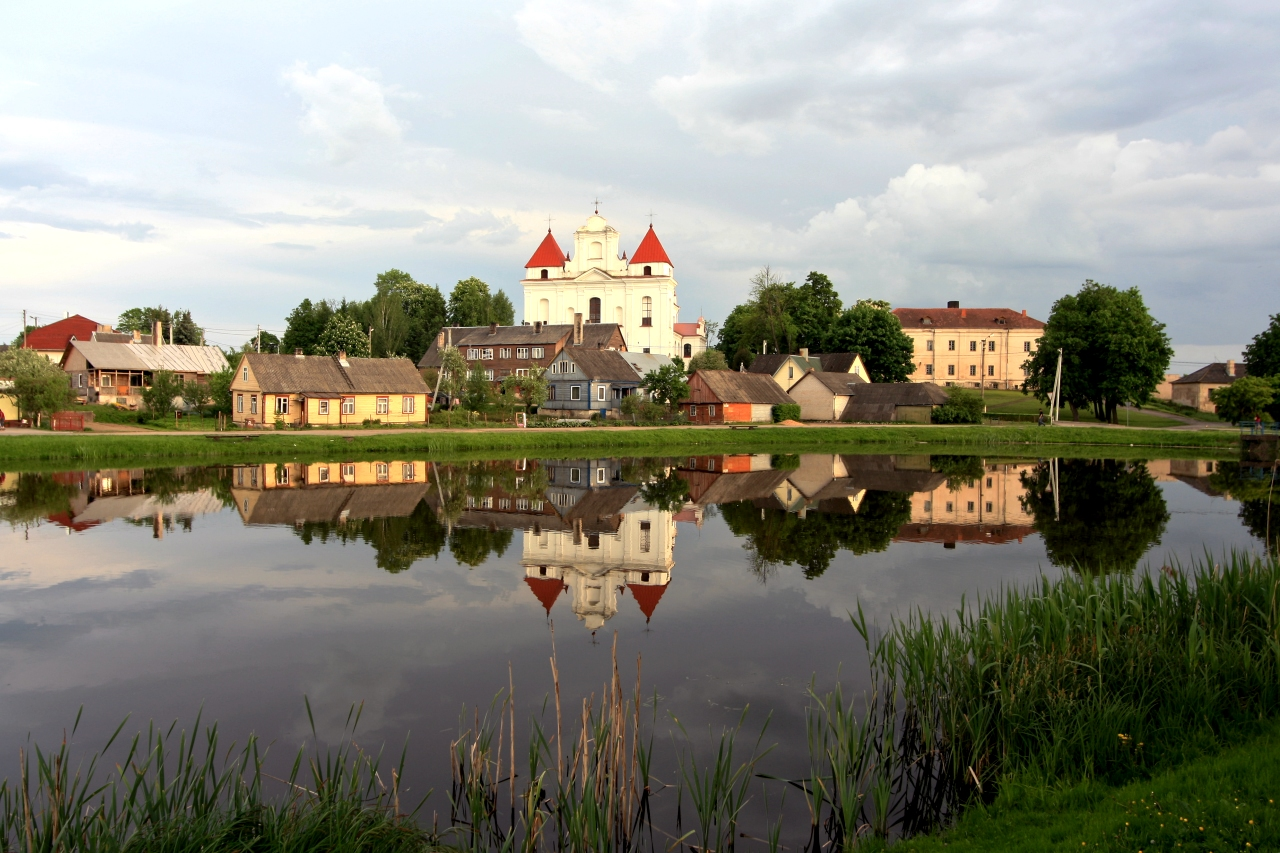
라세이냐이

라세이냐이(리투아니아어: Raseiniai)는 리투아니아 중부 카우나스주의 도시로 인구는 12,541명(2001년 기준)이다. 제2차 세계 대전 중이던 1941년 6월에 일어난 전투인 라세이냐이 전투가 벌어진 곳이다.

시 문장